# 天主教名古屋教區
天主教名古屋教區（拉丁語：Dioecesis Nagoyaensis）是日本一個羅馬天主教教區，屬大阪總教區。主教為松浦悟郎。

## 歷史

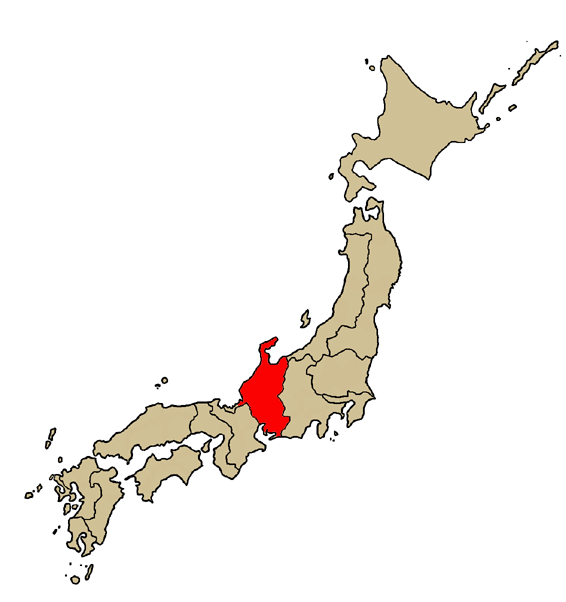
名古屋教區管轄範圍圖

1922年2月18日設監牧區。1962年4月16日升為教區。

## 現況
名古屋教區範圍包括愛知縣、石川縣、福井縣、岐阜縣、富山縣共五縣。2004年有教友25,380人（81%為外籍人士）、63個堂區、128名司鐸。主教為松浦悟郎。

## 外部連結
- 天主教名古屋教區官方網站（页面存档备份，存于） （日語）